# Rede de telecomunicações
Rede de telecomunicações é uma coleção de nós terminais, conectados de modo a permitir a telecomunicação entre os terminais.
As redes de telecomunicações estão sendo aperfeiçoadas para suportar a transmissão de informações com a introdução de novas tecnologias, tanto do lado dos equipamentos da rede (elementos de rede), quanto dos meios de transmissão (redes de transporte) e dos sistemas de operação para gerenciamento (Gerência de Redes de Telecomunicações).
Uma rede de telecomunicações pode ser composta de várias sub-redes, dependentes do tipo de serviço que é provido ao consumidor. Os serviços utilizados pelos assinantes são dispostos em categorias. As categorias mais comuns são:
1. Telefonia fixa
2. Telefonia celular
3. Telefonia pública
4. Comunicação de dados

## A rede telefônica
A rede telefónica pode ser descrita como um sistema integrado de fios, de cabos, de terminais – correspondentes aos aparelhos utilizados pelos usuários do sistema – e de um vasto conjunto de acessórios, tudo isto com o objetivo de interligar os usuários (assinantes) à central telefónica e várias centrais entre si.
Outro termo utilizado é sistema telefónico, que pode ser conceituado como o sistema que permite a comunicação de dois assinantes, através do telefone.
Basicamente, um sistema telefónico se divide em: Rede de Comutação, Rede de Acesso, Rede de Transmissão e Infra-estrutura para Sistemas de Telecomunicações, como apresentado na figura abaixo.

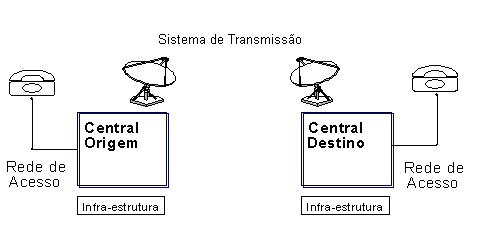
Sistema de Telecomunicações - esquema simplificado da rede de telefonia.

### Divisões do sistema telefônico
1. Rede de Comutação: equipamentos necessários à seleção do caminho que possibilita a comunicação entre os usuários.
2. Rede de Acesso: suporte físico necessário para a comunicação.
3. Rede de Transmissão: suporte físico ou não que permite a propagação da informação.
4. Infra-estrutura para Sistemas de Telecomunicações: sistemas secundários que fornecem apoio aos equipamentos de transmissão e comutação, como, por exemplo, o sistema de energia que alimenta eletricamente as partes componentes dos outros sistemas.

Em um sistema de telefonia, é o terminal telefônico (telefone) que atua como elemento de interface entre um assinante e as centrais de comutação (central telefônica). Um terminal permite a passagem dos sinais do assinante aos circuitos de entrada e saída. Através de juntores e dos circuitos de entrada e saída, as chamadas chegam aos dispositivos comuns da central.

### A conexão elétrica do telefone à central telefônica
A linha do assinante é a conexão elétrica do telefone à central telefónica. As centrais são os equipamentos responsáveis pela conexão entre os diversos assinantes. A ligação física dos telefones às centrais de comutação é realizada através da rede de acesso e a interligação entre os equipamentos comutadores é realizada pelos sistemas de transmissão.
Existem ainda sistemas secundários que fornecem apoio aos equipamentos de comutação e transmissão, são chamados de infra-estrutura. Fazem parte desse conjunto, por exemplo, torres de transmissão, aterramento, refrigeração e energia.